# Paryphodes werneri
Paryphodes werneri är en tvåvingeart som beskrevs av Günther Enderlein 1937. Paryphodes werneri ingår i släktet Paryphodes och familjen bredmunsflugor.
Artens utbredningsområde är Tanzania. Inga underarter finns listade i Catalogue of Life.